# 蒙特弗里奥
蒙特弗里奥是西班牙安达卢西亚自治区格拉纳达省的一个市镇。总面积254平方公里，
2001年普查人口總數為6453人，人口密度為每平方公里25人。